# 動物倫理學
動物倫理學（英語：Animal ethics）是倫理學與生物倫理學的一個分支研究領域，它研究人與動物的關係、對於動物的道德考慮以及非人類動物應該如何被對待。 主題包括動物權利、動物福利、動物法規（英語：Animal law）、物種歧視、動物認知、野生動物保護、野生動物痛苦（英語：Wild animal suffering）、非人類動物的道德地位、非人類人格的概念、非人類中心主義、動物使用的歷史和正義理論。 根據目前在道德和政治哲學中捍衛的不同理論，已提出幾種不同的理論方法來研究這個領域。 由於對“倫理”一詞的含義有不同的理解，沒有任何理論可以被完全接受； 然而，還有一些理論被社會更廣泛接受，例如動物權利和功利主義。

## 參看
- 感情
- 痛苦
- 3R原則